# Serbia na Zimowych Igrzyskach Olimpijskich Młodzieży 2012
Serbię na Zimowych Igrzyskach Olimpijskich Młodzieży 2012, które odbywały się w Innsbrucku reprezentowało 2 zawodników.

## Skład reprezentacji Serbii

### Biathlon
Chłopcy
| Zawodnik     | Konkurencja    | Bieg    | Bieg       | Miejsce |
| Zawodnik     | Konkurencja    | Czas    | Strzelanie | Miejsce |
| ------------ | -------------- | ------- | ---------- | ------- |
| Dženis Avdić | Sprint         | 24:18.5 | 3+4        | 47.     |
| Dženis Avdić | Bieg pościgowy | 38:37.7 | 0+2+3+4    | 45.     |

### Narciarstwo alpejskie
Chłopcy
| Zawodnik           | Konkurencja   | Wyniki            | Wyniki            | Wyniki            | Wyniki            |
| Zawodnik           | Konkurencja   | Runda 1           | Runda 2           | Razem             | Miejsce           |
| ------------------ | ------------- | ----------------- | ----------------- | ----------------- | ----------------- |
| Strahinja Stanišić | Slalom        | Zdyskwalifikowany | Zdyskwalifikowany | Zdyskwalifikowany | Zdyskwalifikowany |
| Strahinja Stanišić | Slalom gigant | 1:01.85           | 57.15             | 1:59.00           | 19.               |